# 拟圆柱菌属
拟圆柱菌属（学名：Gyrophanopsis）是皱孔菌科下的一个属。

## 下属物种
本属包括以下物种：
- 波兰拟圆柱菌 Gyrophanopsis polonensis (Bres.) Stalpers & P.K.Buchanan
- Gyrophanopsis zealandica (G.Cunn.) Jülich